# Ранульф ле Мешен, 3-й граф Честер
Ранульф (I) ле Мешен (фр. Ranulf le Meschin), также известный как Ранульф де Бриксар (фр. Ranulf de Briquessart; ок. 1070 — 17 или 27 января 1129) — англонормандский аристократ и военачальник, виконт де Бессен (Байё) с около 1089 года, феодальный барон Болингброк и Эплби в 1098—1121 годах, барон Камберленд в 1106—1121 годах, виконт д’Авранш с 1120 года, 1/3-й граф Честер с 1121 года, второй сын Ранульфа II де Бриксара, виконта де Бессен, и Маргариты д’Авранш, сестры Гуго д’Авранша, 1-го графа Честера. Своё прозвище «ле Мешен» (Младший) он изначально получил, судя по всему, чтобы его могли отличить от одноимённого отца.
Ранульф был одним из ближайших соратников короля Генриха I, командуя в 1106 году королевской армией в победной битве при Теншбре. Поскольку его старший брат умер рано, именно Ранульф унаследовал родовые владения в Нормандии. Позже он женился на богатой вдове, Люси из Болингброка, благодаря чему стал крупным землевладельцем в Линкольншире. В дальнейшем, благодаря королевскому покровительству, Ранульф расширил свои владения в Северной Англии, став фактическим правителем Камберленда, обладая в нём фактически графской властью (хотя и без графского титула).
В 1120 году при крушении Белого корабля погиб двоюродный брат Ранульфа — Ричард д’Авранш, 2-й граф Честер. Поскольку он не оставил наследников, его нормандские владения (виконтство Авранш) унаследовал Ранульф, а не позже января в следующем году король Генрих I передал ему и английские владения Авраншей с титулом графа Честера, хотя при этом Ранульф был вынужден взамен отказаться от владений в Северной Англии. В 1123—1124 году он принимал активное участие в войне против сторонников Вильгельма Клитона.

## Происхождение
Ранульф происходил из рода, основанного неким Аншитилем, виконтом в Бессене (области вокруг Байё) около 1030 года. Сын Аншитиля, виконт Ранульф I де Бессен, в 1047 году принимал участие в восстании Ги де Бриона против герцога Вильгельма II (будущего короля Англии Вильгельма I Завоевателя), но мятежники были разбиты в битве при Валь-э-Дюн. Многие из них погибли, в том числе, возможно, и Ранульф I, который после этого больше не упоминается в исторических документах.
Несмотря на участие Ранульфа I в восстании, его сын Ранульф II де Бриксар, приходившийся по матери близким родственником герцога Вильгельма, унаследовал Бессен. Вместе с епископом Байё Одо, он был самым могущественным магнатом в Бессене. Кроме того, он женился на дочери виконта Авранша Ричарда ле Гоза (и сестре Гуго д’Авранша, 1-го графа Честера), что позволило в будущем его сыну унаследовать обширные владения графов Честер в Англии и Нормандии.
Согласно Даремской общинной книге, у Ранульфа II от брака с Маргаритой д’Авранш, было трое сыновей. Из них старший, Ричард, рано умер, поэтому наследником был второй сын, Ранульф, которого, вероятно, чтобы отличать от отца, упоминают с прозвищем «ле Мешен», что означает «Младший». Младшим из сыновей был Уильям Фиц-Ранульф. Кроме того, в этом браке родилась дочь Агнесса, ставшая первой женой Роберта де Гранмесниля.

## Ранняя карьера
Возможно, Ранульф родился около 1070 года. По родовому замку Бриксар, развалины которого сохранились рядом с коммуной Ливри (современный французский департамент Кальвадос), его имя писалось «Ранульф де Бриксар». Ордерик Виталий по нормандскому владению, доставшемуся ему от отца, называет его «Ранульф Бессенский» (лат. Rannulfus Baiocensis). Но больше всего он известен с прозвищем «ле Мешен» (Младший), полученное Ранульфом, чтобы отличать его от одноимённого отца.
Историк Чарльз Холлистер считает, что Ранульф II Старший был другом юности принца Генриха (будущего короля Генриха I). По его мнению, с 1088 года владения Ранульфа находились под сюзеренитетом принца Генриха, хотя герцогом Нормандии в это время и был его старший брат Роберт Куртгёз. Кроме того, Холлистер предположил, что Ранульф ле Мешен, возможно, способствовал тому, чтобы убедить Куртгёза в 1089 году освободить брата из плена.
Точно неизвестно, когда умер Ранульф Старший. 24 апреля 1089 года он в последний раз упоминается в хартии герцога Нормандии, подтвердившего в соборе Байё клятву отправиться в крестовый поход. В этой же хартии впервые упоминается Ранульф ле Мешен (как Ранульф, сын Ранульфа виконта). В 1093—1094 годах он стал свидетелем другой хартии, согласно которой его дядя по матери, Гуго д’Авранш, граф Честер, учредил монашескую общину в Честере.
Нормандские владения Ранульфа, унаследованные от отца, располагались в области Бессен. Кроме того, он владел поместьем в Авранше.
Около 1098 года Ранульф женился на Люси из Болингброка, вдове Иво Тайбуа и Роджера Фиц-Джеральда. Этот брак принёс ему ряд поместий в Линкольншире, сосредоточенных в районе Сполдинга; в будущем эти владения станут известны как феодальная барония Болингброк. В «Обследовании Линдси», созданном в середине правления Генриха I, Ранульф называется крупнейшим землевладельцем в регионе. В издании «Обзора» в «Liber Niger Scaccarii» после его имени стояли слова «Comes Lincolniae», что дало основание некоторым исследователям предположить, что Ранульф был графом Линкольншира, однако после исследования факсимиле источника было установлено, что эти слова были добавлены позже другой рукой. При этом серия из 9 приказов Генриха I привела историков к выводу, что по своим владениям Ранульф был главным мирянином Линкольншира.
Возможно, именно брак с Люси зародил (или укрепил) связи Ранульфа с землями, в будущем составившими графства Камберленд и Уэстморленд с центром в Карлайле. Какое-то время он был бароном Эпплби, называемый им в документах «мой замок». Ранее им владел Иво Тайбуа, первый муж Люси из Болингброка. Замок Эпплби позволял контролировать дорогу из Северного Йоркшира в Карлайл.
Холлистер отмечает, что брак с наследницей крупных владений не мог состояться без королевского покровительства, поэтому король должен был доверять Ранульфу. Ордерик Виталий указывает, что как и его отец, ле Мешен был одним из первых и самых доверенных сторонников ставшего в 1100 году королём Генриха I.
В первые годы правления Генриха I оказались востребованы военные таланты Ранульфа. Он был одним из командующих королевской армией в битве при Теншбре в сентябре 1106 года. Ордерик Виталий называет Ранульфа и двух других командующих, Роберта де Бомона, графа Мёлана, и Уильяма II де Варенна, графа Суррея, офицерами королевского двора. 7 мая 1110 года Ранульф был одним из свидетелей подписания Дуврского договора с графом Фландрии. В 1115 году он праздновал с королевским двором Рождество в Сент-Олбансе. В этот период Ранульф не очень часто, но регулярно появлялся при королевском дворе: известно, что он бывал в Вестминстере, Уинчестере и Руане, в охотничьих домиках в Брамптоне и Вудстоке и в монастыре в Рединге. При этом Ранульф не входил в группу ближайших соратников Генриха I, управлявших королевством. Его имя лишь изредка появляется на королевских хартиях, хотя и стало чаще появляться среди свидетелей, после того как он стал графом. В 1106 году Ранульф в Йорке исполнял обязанности юстициария, разбирая дело о праве владения Рипоном; он исполнял обязанности юстициария и около 1116. В обоих случаях одним из его коллег выступал Джеффри Ридель, женатый на его двоюродной сестре, внебрачной дочери Гуго д’Авранша, графа Честера. Несмотря на значительные владения в Англии, Ранульф достаточно часто бывал и в Нормандии, особенно когда возникали военные угрозы.

## Правитель Камберленда
В хартии шотландского короля Давида I о пожаловании Роберту Брюсу Аннандейла, данной около 1124 года, указывается, что данные владения располагаются к северу от «границы Ранульфа ле Мешена» (лат. divisam Randulphi Meschin). Кроме того, права Брюса в его землях определяются как те, «которыми Ранульф ле Мешен когда-то обладал в Карлайле и своей земле Камберленд». Из других источников известно, что Ранульф обладал в Камберленде квазикоролевской властью. Источник, датированный 1212 годом, свидетельствует, что в этот период его помнили как «когда-то лорда Камберленда». Уильям Дагдейл утверждал, что Ранульф обладал графским титулом. Хотя по сути он действительно в некоторых отношениях в регионе фактически был полунезависимым графом, формального статуса Ранульф не имел. Записи монастыря Уэтерал свидетельствуют, что у него был собственный шериф (возможно, им был Ричард де Буавиль, барон Кирлинтона). Король в этот период в Камберленде или Уэстморленде никаких действий не предпринимал, что, по мнению историка Ричарда Шарпа, свидетельствует об обладании Ранульфом всей полнотой власти в регионе.
Точно неизвестно, когда именно Ранульф получил власть в Камберленде. Первый муж его жены, Иво Тайбуа, управлявший поместьями жены в Линкольншире, после 1086 года приобрёл земли в Кендале и некоторых других частях Уэстморленда. Соседние владения в Уэстморленде и Ланкашире, которые ранее принадлежали эрлу Тостигу Годвинсону, в 1080-х годах были разделены между Иво и Роджером Пуатевинцем. Около 1092 года король Вильгельм II Рыжий захватил Камберленд, выгнав Дольфина. Для обороны он построил замок Карлайл, ставший центром англо-нормандского влияния в регионе. Возможно, что для его заселения Иво Тайбуа выделил поселенцев из своих земель в Линкольншире, но доказательства этого, по мнению Шарпа, не очень убедительны.
После подавления в 1095 году Вильгельмом II северного восстания Роберта де Моубрея король конфисковал поместья мятежников, реорганизовав их в компактные владения, передав своим доверенным сторонникам. Но всё равно отдалённые земли Северной Англии оставались вне контроля королевской администрации. После смерти Иво около 1094 года Люси стала женой Роджера Фиц-Джеральда. Возможно, что таким образом Вильгельм II пытался передать эти земли под управление Роджера. Когда около 1098 года Ранульф ле Мешен стал третьим мужем Люси, со временем именно он получил власть в регионе. По мнению Рут Блекели, это стало частью политики Генриха I, который, став королём, как и ранее его брат, передал земли в Северной Англии своим сторонникам, первым из которых стал Ранульф ле Мешен. Однако в первые годы своего правления новый король больше был озабочен тем, чтобы сохранить корону. Только с 1106 года появляются свидетельства, что Ранульф получил власть в Камберленде. По традиционной точке зрения, которую высказал историк Уильям Капелл, тот мог получить власть в регионе в качестве награды за роль в победе в битве при Теншбре. Но её подверг критике историк Ричард Шарп, утверждая, что власть Ранульфа в регионе связана с его браком, а получил он её вскоре после 1098 года.
Став правителем Камберленда, Ранульф стал раздавать земли своим приближённым, в первую очередь родственникам. Известно, что он создал минимум 2 баронии: Бруф получил его шурин Роберт де Треверс, а Лиддел — Тургис Брандос. Благодаря этому Ранульф мог обеспечить оборону переправы через Солуэй с южной части залива. Судя по всему, он также пытался передать большую компактную баронию Гисленд своему младшему брату Уильяму, но тот не смог удержаться там, вытесненный шотландцем Гилле, сыном Бойта. Но позже Ранульфу всё же удалось передать брату Аллердейл (включая Коупленд) — область на побережье между реками Эск и Эллен, размеры которой превышали Гисленд. Её центром стал построенный Уильямом замок Эгремонт. Ещё одной вероятной баронией стал Кирлингтон, переданный Ричарду де Буавилю. Кроме того, около 1106 года Ранульф в Уэтерале недалеко от Карлайла основал бенедиктинский монастырь, подчинив его аббатству Святой Марии в Йорке.

## Граф Честер

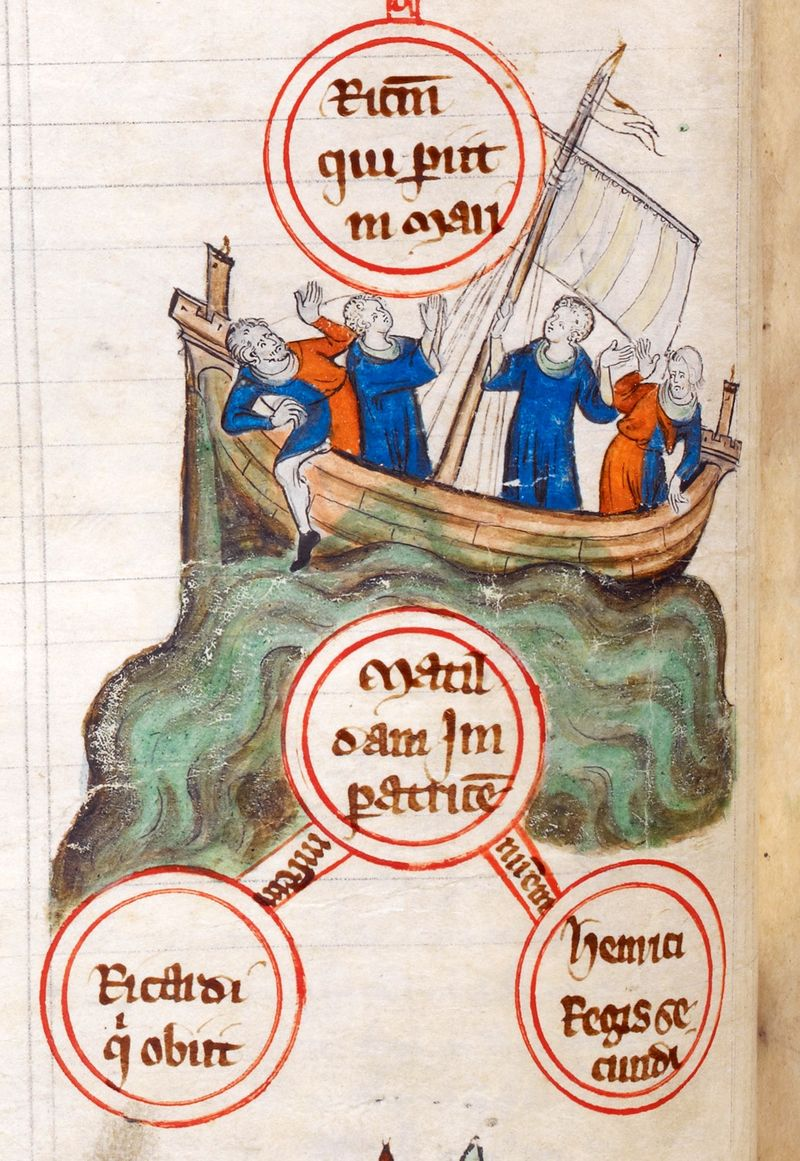
Крушение Белого корабля, в котором погиб кузен Ранульфа — Ричард д’Авранш, граф Честер

В 1119 году Ранульф принимал участие в войне, которую Генрих I вёл на континенте. Ордерик Виталий указывает, что в этом году самыми выдающимися сторонниками Генриха I, сохранявшими ему верность, были Ричард д’Авранш, 2-й граф Честер, и его «родственник и преемник» Ранульф де Бриксар. Этим сообщением хронист предвосхищает события, сыгравшие важную роль в карьере правителя Камберленда. 21 ноября 1120 Ричард Честерский и Ранульф ле Мешен находились в Барфлёре, засвидетельствовав хартию о дарении аббатству Серизи. А через 4 дня случилось крушение Белого корабля, в котором погиб наследник короля и несколько других представителей английской знати, в том числе и граф Честер.
Наследников Ричард не оставил, поэтому Авранш, а затем и его английские владения с титулом графа Честера были переданы Ранульфу. Точно неизвестно, когда это произошло. Долго ждать с назначением нового графа Генрих I не мог: валлийцы, которых возглавлял Грифид ап Кинан, узнав о гибели Ричарда Честерского, совершили набег на Чешир и сожгли 2 замка. При назначении король, вероятно, учитывал не только то, что Ранульф был ближайшим родственником покойного графа, но и его признанные воинские способности и лояльность.
Впервые в качестве графа Честера Ранульф упоминается в хартии, изданной в начале января 1121 года в Лондоне. Доставшиеся ему владения были разбросаны по всей Англии. Например, во время правления первых двух графов в состав Честерского онора входили кантревы Тагейнгл и Перветулад. Около 1100 года на долю Чешира, который был одним из наименее развитых английских графств, приходилось всего четверть доходов графа Честера. Поместья же в других графствах, вероятно, были переданы графам, чтобы компенсировать бедность Чеширской марки, занимавшей уязвимое место на англо-валлийской границе. Хотя дополнительную привлекательность Чеширу придавала возможность совершать набеги на Уэльс, увеличивая богатство за счёт военной добычи, но Генрих I на протяжении большей части своего правления старался сохранить с валлийскими князьями мир.
Чтобы получить наследство кузена, Ранульфу, судя по всему, пришлось отказаться от многих прежних английских владений, включая земли в Камберленде и большую часть владений жены в Линкольншире, хотя прямые доказательства этого отсутствуют. Об отказе владений в Камберленде говорит позднее предание, которое приведено в «Хрониках Камбрии», содержащих немало ошибок. Холлистер считал, что Ранульф предложил Генриху I Болингброк в обмен на Честер. Другой исследователь, А. Т. Такер, предположил, что английский король вынудил нового графа отказаться от Болингброка из опасения, что тот станет слишком опасным для короны, доминируя не только в Чешире, но и в экономически более развитом Линкольншире. В то же время Р. Шарп выдвинул гипотезу, что Ранульфу пришлось продать многие владения, чтобы заплатить Генриху I за графство Честер. Однако всю сумму ему выплатить так и не удалось, поэтому его наследник, Ранульф де Жернону, был должен в 1129/1130 году королю тысячу фунтов «в счёт долга своего отца за землю графа Гуго».
При дворе в начале 1120-х Ранульф устроил брак, связавший семьи Бассетов и Риделей. В королевской хартии, подтвердившей брачное соглашение в Вудстоке, в качестве свидетелей также названы его брат Уильям ле Мешен, констебль Уильям, канцлер Джеффри и Найджел д’Обиньи.
В 1123 году начался новый конфликт в Нормандии: Генрих I, получивший известие об угрозе со стороны сторонников Вильгельма Клитона, сына и наследника его брата Роберта Куртгёза, отправил Ранульфа в герцогство вместе с большим количеством рыцарей и своим незаконнорожденным сыном Робертом, графом Глостером, чтобы «охранять эту территорию». Всю зиму 1123—1124 годов граф Честер командовал гарнизоном замка Эврё, а также управлял графством Эврё. В марте 1124 года разведка донесла ему информацию, что Галеран де Бомон, граф де Мёлан, планируют поход на Ватвиль. Чтобы помешать этому, Ранульф отправил отряд из 300 рыцарей под командованием Генри де Помпера, Одо Болленга и Гильома де Пон-Оту, который 25 марта перехватил Галерана около Ружмонтье или Буртерулде и после завязавшейся битвы взяли его в плен. Это значительно увеличило доверие короля к Ранульфу.

## Наследство
Ранульф умер в январе 1129 года и был похоронен в капитуле аббатства Святой Вербурги в Честере. В качестве графа он сделал несколько пожалований: аббатствам Святого Эвруля в Нормандии и Святой Вербурги, а также основанному женой монастырю в Сполдинге в Линкольншире.
Хотя Ранульф и владел титулом графа Честера, в самом графстве, возможно, не успел пустить прочные корни. Однако уже его сын, Ранульф де Жернон, наследник владений, укрепился здесь в качестве английского магната. Дочь Ранульфа ле Мешена, Алиса, вышла замуж Ричарда де Клера, лорда Валлийской марки.
Среди свидетелей хартий Ранульфа де Жернона фигурируют и другие родственники Ранульфа ле Мешена: Ричард Бакун, муж его незаконнорожденной дочери, незаконнорожденный сын Бенедикт, Фульк де Бриксар, который, возможно, приходился ему племянником.
Вдова Ранульфа, Люси, пережила мужа. Согласно казначейским свиткам 1129/1130 года, она предложила королю 500 марок, чтобы больше не выходить замуж. Люси умерла около 1138 года.

## Брак и дети
Жена: с около 1098 Люси из Болингброка (умерла около 1138), наследница баронии Болингброк. Ранульф был её третьим мужем; первыми мужьями были Иво Тайбуа, феодальный барон Кендала и шериф Линкольншира, и Роджер Фиц-Джеральд (в этом браке родился Уильям де Румар, граф Линкольн).
Вопрос о происхождении Люси из Болингброка является предметом споров среди историков. В генеалогии, созданной в аббатстве Ковентри, её называют дочерью графа Мерсии Эльфгара, сестрой и наследницей графов Эдвина и Моркара. Эта же версия происхождения содержится в «Хронике Петерборо», а также «Хронике Кроуленда» Псевдо-Ингульфа. Она же была принята Уильямом Дагдейлом. Современная исследовательница Кэтрин Китс-Роэн считает, что эти хроники были плохо информированы и спутали Люси с матерью Уильяма (Гильома) I Мале, которая была связана какими-то родственными связями с семьёй Годгифу, матери Эльфгара.
Генеалоги XIX века, посчитав информацию о трёх последовательных браках жены Ранульфа сомнительной, высказывали предположение, что существовало 2 Люси: мать и дочь, из которых первая была женой Иво, а вторая — Роджера и Ранульфа. Впервые она появилась в 1835 году в «Анналах и древностях аббатства Лакок», позже её принял и Эдуард Фримен в «Истории нормандского завоевания Англии». Эта гипотеза была опровергнута Р. Г. Кирком, который в 1888 году пришёл к выводу, что существовала только одна Люси. Он же выдвинул предположение, что её родителями были Торольд (умер до 1079), шериф Линкольншира, и дочь Уильяма I Мале. Кэтрин Китс-Роэн указала, что хотя эта работа содержит ряд ошибок и вопрос о происхождении Люси остаётся открытым, есть ряд доказательств правоты Кирка. Она отмечает, что в Реестре аббатства Сполдинг указывается, что «после своей смерти Торольд оставил наследницу, вышеупомянутую Люси», а слово «наследник» часто использовалось в отношении ребёнка, который должен был наследовать имущество отца. Позже там же указывается, что она сама подтвердила дарения трёх своих мужей. По мнению Китс-Роэн, ассоциация монастыря с небольшой группой людей и описание самой Люси, как наследницы Торольда, намекает на то, что она действительно была его дочерью. Также исследовательница отмечает, что Иво и Люси ссылаются на «наших предков Торольда и его жену», а также тот факт, что среди тех, кто владел ранее землями, которые в «Книге Страшного суда» названы их владением, есть имя Уильяма Мале. На основании всего этого Китс-Роэн делает вывод, что родителями Люси, вероятно, действительно были Торольд и дочь Уильяма Мале.
Дети:
- Ранульф де Жернон (до 1100 — 16 декабря 1153), 2/4-й граф Честер, виконт д’Авранш и де Бессин с 1129 года[5][38].
- Аделиза (умерла после 1139); муж: Ричард Фиц-Гилберт де Клер (умер 15 апреля 1136), феодальный барон Клер. Возможно, что её вторым мужем был Роже де Конде (умер около 1139/1145)[5].

Также у Ранульфа, возможно, было ещё двое детей (вероятно, незаконнорожденных):
- Бенедикт (умер после 1162/1165)[5].
- дочь; муж: Ричард Бакун[4].